# Тріо сестер Байко
Тріо сестер Байко — вокальне тріо українських співачок, сестер Даниїли, Ніни і Зеновії (1958 — 1966), перед тим і пізніше — Даниїли, Ніни і Марії Байко. Народні артистки УРСР (1979). Державна премія УРСР ім. Т. Шевченка (1976).

## Склад тріо
- Байко Даниїла Яківна (1929 — 2019) — співачка, закінчила Львівську консерваторію, у 1969—1984 викладала у Львівському педагогічному училищі.
- Байко Марія Яківна (1931 — 2020) — Народна артистка України, професор кафедри академічного співу у Львівській музичній академії імені Миколи Лисенка
- Байко Ніна Яківна  (нар. 1933) — Народна артистка України, голова громадської організації «Київське товариство „Лемківщина“ імені Богдана-Ігоря Антонича», професор Київського університету культури та мистецтв.
- Байко Зеновія Яківна  (нар. 1927) — співачка, учасниця «Тріо сестер Байко» з 1958 по 1966 роки, співала в тріо замість сестри Марії.

## Творчість
Як тріо сестри Байко почали свої виступи з 1953 р. 
У 1956 р. — дипломантки Республіканського та Всесоюзного конкурсів, учасниці Декади українського мистецтва у Варшаві, Замості і Любліні (РП). За майстерне виконання народних лемківських пісень на VI Всесвітньому фестивалі молоді і студентів у Москві (1957) сестри Байко були нагороджені Золотою медаллю і дипломом І ступеня. Успішно пройшли їх гастролі у ЧСФР, Німеччині, Бельгії, Канаді (1968), США (1974).
Виступали з концертами в Тернополі (1955, 1958), Чорткові (1958); брали участь у Всеукраїнському конгресі лемків та міжнародному святі лемківської культури «Гори наші Бескиди» в Тернополі (1992).
Тріо сестер Байко вирізняється високомистецькою манерою виконання музичних творів, самобутнім, лише їм властивим пісенним стилем. За їх участю створено поетичну кінострічку «Сійся, родися, жито-пшениця». Основу репертуару тріо сестер Байко складають лемківські пісні, твори відомих українських композиторів С. Людкевича, М. Колесси, А. Кос-Анатольського, С. Козака, Я. Ярославенка, І. Майчика, Б. Дрималика та інших.

## Дискографія
У 1965-1989 рр. вийшло сім платівок «Співають сестри Байко».
У 2003 р. вийшов подвійний компакт «Сестри Даниїла, Марія, Ніна Байко».